# Kaple svatého Ignáce (Všemily)
Skalní kaple svatého Ignáce je v pískovcové skále vytesaná kaple ve Všemilech. Je chráněna jako kulturní památka České republiky.

## Historie kaple
Historie vzniku skalní kaple souvisí s epidemií neštovic, která ve Všemilech propukla na jaře roku 1810. Na neštovice umíraly hlavně děti. V červnu se situace zhoršila a k neštovicím se přidala i úplavice. V rychlém sledu umíraly další oběti, opět především děti a staří. V matrice obcí Všemily a Srbská Kamenice zaznamenal farář celkem 26 úmrtí s diagnózou úplavice. Srbskokamenický kněz Ignaz Clar se v této nouzi obrátil o pomoc k Bohu. V den svého křestního patrona sv. Ignáce z Loyoly, tj. 31. července, uspořádal prosebné procesí. Poslední obětí byla osmačtyřicetiletá Veronika Füllerová, která zemřela ještě 6. září 1810. Poté již ale epidemie ustoupila. Svátek sv. Ignáce se od té doby stal pro místní dnem díkůvzdání a vděčnost za Ignácovu přímluvu byla také popudem pro vznik skalní kaple jemu zasvěcené.
V soupisu křížů a kaplí z roku 1835 se uvádí, že všemilská kaple (německy Schemmler Kapelle) byla vytesána v kameni na selském pozemku a vyzdobena obrazem sv. Ignáce z Loyoly. Je také uvedeno, že nikdo z místních o ni údajně nechce pečovat, neboť kvůli trvale vlhkému prostředí v ní brzy vše hnije. O tvůrci kaple – jehož jméno se ovšem neuvádí – se jen píše, že se odstěhoval do Studeného.

Své nezastupitelné místo měla všemilská kaple na den díkůvzdání. Na svátek sv. Ignáce vycházelo ze Všemil slavnostní procesí. Bíle oděné dívky nesly svíce a sochu Bohorodičky, kterou předaly děvčatům z průvodu přicházejícího jim vstříc ze Srbské Kamenice. Spojená procesí pak odešla do kostela ke slavnostní bohoslužbě a požehnání. Odpoledne se sloužily pobožnosti zvlášť v Srbské Kamenici a v kapli sv. Ignáce ve Všemilech. Průvod pak obcházel některé kříže v blízkém okolí. Ve všemilské kapli se časem sloužily pobožnosti nejen o dni díkůvzdání, ale i při jiných příležitostech. Kromě oltáře s obrazem sv. Ignáce, později nahrazeným kopií obrazu Sixtinské madony, zdobila interiér i soška trpícího Krista v okovech, která bývala umístěna ve výklenku vpravo od oltáře.
Skalní kaple ve Všemilech přetrvala do dnešních dnů a starají se o ni chalupáři z okolí. Je oblíbeným místem turistů.

## Literární zpodobnění
V roce 1896 o skalní kapli sv. Ignáce ve Všemilech napsal katolický kněz, augustinián a vlastivědec Anton Amand Paudler, že „se zvenčí navlas podobá přírodní, takříkajíc panenské pískovcové skále a že jen dvéře a okénko prozrazují lidskou ruku, která tuto pozoruhodnou modlitebnu do rostlé skály vytesala.“